# Минидог Богатый
Минидог Богатый (валл. Mynyddog Mwynfawr; 550—VII век) — король Дин-Эйдина (современного Эдинбурга) в VI — VII веках.

## Биография
Минидог был сыном некоего Исгирана и правил Гододином из Дин Эйдина и вероятно наследовал Клидно Эйдину, который, в свою очередь, был сыном Кинфелина, сына Дивнуала Старого. Минидогу также дается эпитет «Эйдин». Его деда звали Меридаун, и он был старшим сыном Тибиауна, старшего сына Кунеды.
В это время над Гододином нависла угроза и бритты севера объединились под начальством Минидога перед общей опасностью. В коалицию вошли Минидог и его брат Кинан из Дин-Эйдина, Коледог из Гододина и другие. Бритты смогли собрать около 300 человек, в то время как у Берниции армия насчитывалась в несколько тысяч. Две стороны сошлись в битве при Катраете, где бритты смогли разбить полчища англосаксов и обратить их в бегство. Неизвестно, выжил ли в этой битве Минидог, но в любом случае ему наследовал его брат Кинан.